# Friederike Dorothea Sophia von Brandenburg-Schwedt

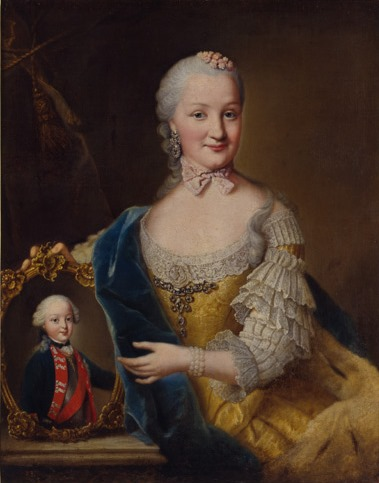
Herzogin Friederike Dorothea von Württemberg dargestellt mit einem Bildnis ihres ältesten Sohnes Friedrich; Gemälde von Johann Georg Ziesenis d. J. (1760)

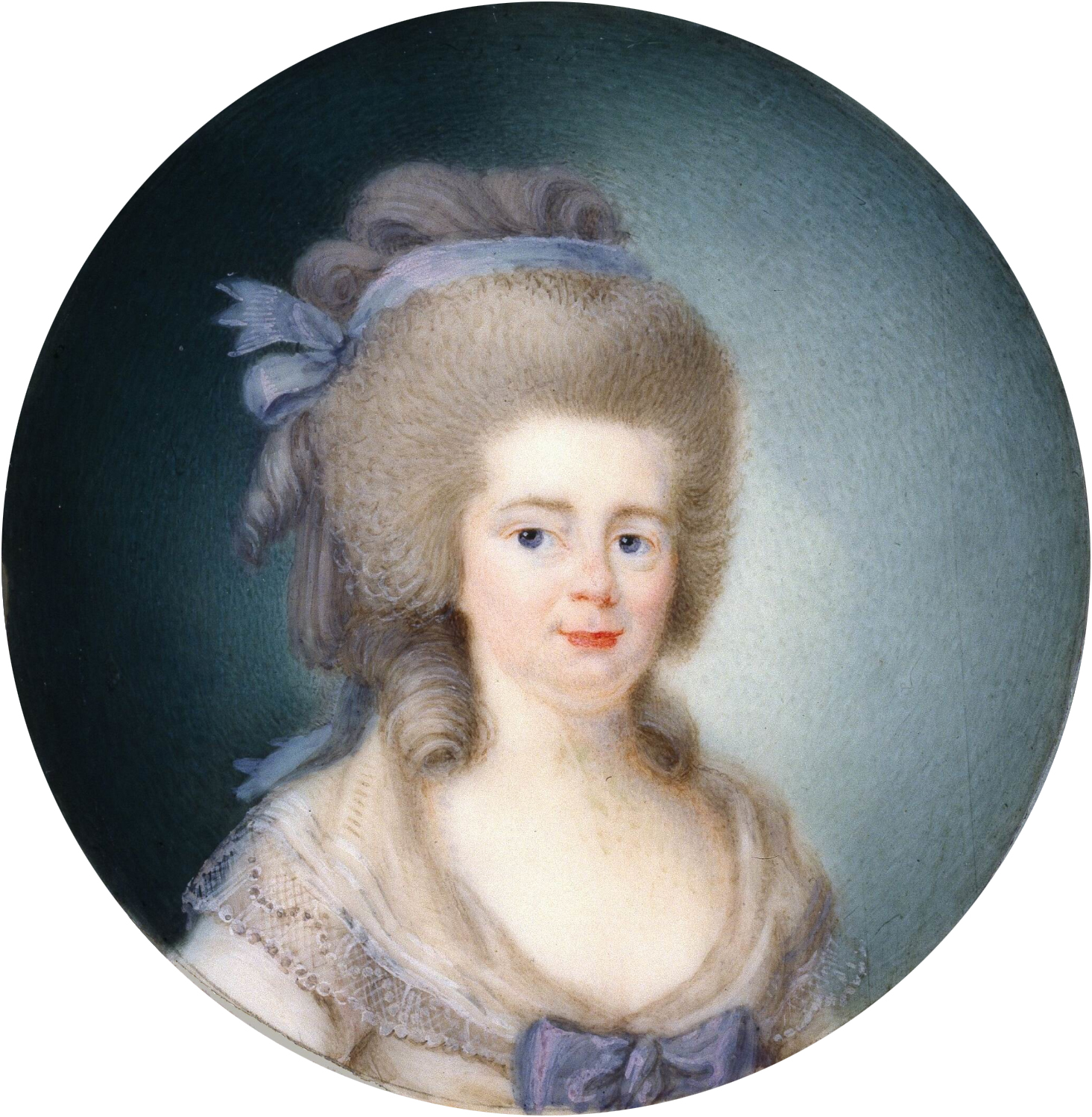
Friederike Dorothea von Brandenburg Schwedt, Herzogin von Württemberg (1780er-Jahre)

Friederike Dorothea Sophia von Brandenburg-Schwedt (* 18. Dezember 1736 in Schwedt; † 9. März 1798 in Stuttgart) war eine Prinzessin von Brandenburg-Schwedt und durch Heirat Herzogin von Württemberg.

## Leben
Friederike Dorothea Sophie war eine Tochter des Markgrafen Friedrich Wilhelm von Brandenburg-Schwedt (1700–1771) aus dessen Ehe mit Sophie Dorothea Marie von Preußen (1719–1765), einer Schwester von Friedrich dem Großen.
Sie heiratete am 29. November 1753 Herzog Friedrich Eugen von Württemberg (1732–1797). Das Paar lebte zunächst in Treptow an der Rega, wo Friederike gemeinsam mit ihrem Mann eine kulturell bedeutsame Residenz schuf.
Ab 1769 lebte die Familie im linksrheinischen Mömpelgard. Friederike wurde als geistvoll und herzlich beschrieben. Während sie dem reformierten Glauben angehörte, war ihr Mann katholisch; die Kinder wurden jedoch im lutherischen Glauben erzogen. Diese Bedingung hatte Friedrich II. von Preußen selbst gestellt und sie war im Ehevertrag vom 3. September 1753 festgelegt worden. Die ebenfalls evangelischen Landstände bewilligten deshalb eine jährliche Summe von 25.000 Gulden zur Kindererziehung.
Am Tag der Hochzeit ihrer Tochter Sophie Dorothee mit dem russischen Kaiser Paul I. (12. Julijul. / 23. Juli 1776greg.) wurde sie zur Dame des russischen Katharinenordens ernannt.

## Archivinformationen
Die Briefe von Friederike Dorothea an Friedrich Freiherrn von Maucler und seine Frau Luise Sophie Eleonore von LeFort, geschrieben zwischen 1784 und 1796, werden im Hauptstaatsarchiv Stuttgart aufbewahrt.

## Nachkommen
- Friedrich (1754–1816), König von Württemberg

⚭ 1. 1780 Prinzessin Auguste von Braunschweig-Wolfenbüttel (1764–1788)
⚭ 2. 1797 Prinzessin Charlotte von Großbritannien (1766–1828)
- Ludwig (1756–1817)

⚭ 1. 1784 (gesch. 1792) Prinzessin Maria Anna Czartoryska (1768–1854)
⚭ 2. 1797 Prinzessin Henriette von Nassau-Weilburg (1780–1857)
- Eugen (1758–1822)

⚭ 1787 Prinzessin Luise zu Stolberg-Gedern (1764–1834)
- Sophie Dorothea (1759–1828), Maria Feodorowna (russ.: Maria Fjodorowna)

⚭ 1776 Zar Paul I. von Russland (1754–1801)
- Wilhelm (1761–1830)

⚭ 1800 Freiin Wilhelmine von Tunderfeldt-Rodis (1777–1822)
- Ferdinand (1763–1834)

⚭ 1. 1795 (gesch. 1801) Prinzessin Albertine von Schwarzburg-Sondershausen (1771–1829)
⚭ 2. 1817 Prinzessin Pauline von Metternich-Winneburg (1771–1855)
- Friederike (1765–1785)

⚭ 1781 Herzog Peter I. von Oldenburg (1755–1829)
- Elisabeth (1767–1790)

⚭ 1788 Kaiser Franz II. (1768–1835)
- Wilhelmine (*/† 1768)
- Karl (1770–1791)
- Alexander (1771–1833)

⚭ 1798 Prinzessin Antoinette von Sachsen-Coburg-Saalfeld (1779–1824)
- Heinrich (1772–1838)

⚭ 1798 Christiane Karoline Alexei (1799–1853), Freifrau von Hochberrg und Rottenburg 1807, Gräfin von Urach 1825